# Biomega
Biomega (バイオメガ?, Baiomega) è un manga scritto e disegnato da Tsutomu Nihei. In Giappone la serie è stata serializzata dal 2004 sulla testata Young Magazine per poi continuare dal 2006 al 2009 sulla rivista Ultra Jump e poi raccolta in sei volumi tankōbon, pubblicati dal 19 gennaio 2007 al 19 marzo 2009 da Shūeisha. Un'edizione in italiano è stata curata da Planet Manga, etichetta di Panini Comics dal 6 dicembre 2007 al 13 settembre 2009.

## Trama
La storia si svolge in un'ambientazione futuristica, cupa, su una Terra dominata da organizzazioni planetarie e caratterizzato da un'imponente tecnologia. La vicenda si apre sull'isola artificiale di 9J0, ormai sopraffatta dagli effetti del virus N5S che ne ha trasformato tutti gli abitanti in creature prive di intelletto, comunemente chiamate "drone". In questo luogo popolato esclusivamente da simili mostruosità, Zoichi Kanoe, un essere umano sintetico, si sposta a bordo della sua moto, insieme all'intelligenza artificiale Fuyu Kanoe. I due sono alla ricerca di possibili umani adattati al virus e presto si imbattono in Ion Green, una giovane ragazza dotata di incredibili capacità rigenerative e apparentemente immune al virus. La giovane vive insieme ad un orso parlante e armato, di nome Kozlov Levic Grebnev.
Tuttavia Zoichi non è l'unico a cercare Ion Green: le forze armate del Ceu (Compulsory Execution Unit) infatti, dopo un breve scontro, rapiscono la giovane e devastano l'isola. Questi fatti portano Zoichi, Fuyu e Kozlov a gettarsi nella ricerca della ragazza, mentre Ceu e Drf (Data recovery foundation) intraprendono i successivi passi necessari per la trasformazione del mondo intero, grazie all'uso del virus N5S. Le forze del Ceu distruggono le Industrie dell'Estremo Oriente (che hanno costruito gli esseri umani artificiali, tra i quali Zoichi) e infettano volontariamente la popolazione mondiale. Ion Green pare essere l'unica, flebile speranza dell'umanità.
Successivamente si scopre come i leader del Ceu e Drf (rispettivamente Narain e Nyaldee) abbiano diverse visioni per il futuro dell'intero pianeta. Ciò porta ad uno scontro armato tra le due forze, scontro in cui la Drf ha la meglio. Nyaldee riesce a riplasmare il mondo, trasformandolo in un'enorme struttura del diametro di 100 km e lunghezza di quattro miliardi e ottocento milioni di km. Questo fatto segna un vero e proprio spartiacque per la storia. Molti personaggi si ritroveranno in questo nuovo mondo (detto Ripristinatore), arrivandovi in epoche temporali diverse, mentre altri spariscono dalla scena.
Zouichi e Fuyu, una volta giunti sul Ripristinatore, apprendono che la Drf e Nyaldee esistono ancora e che controllano l'intero sistema. Tuttavia Nyaldee non è in grado di padroneggiare le possibilità offerte dal Ripristinatore, anzi, ne sta venendo assimilata. Per questo motivo crea Funipero, la "figlia" del ricreatore, tramite l'inseminazione artificiale di diversi esseri umani (mutati anch'essi, come ogni cosa) presente nel ricreatore. Lo scopo è poi assorbirla e dominare incontrastata sul Ripristinatore.
Dopo un tremendo scontro con un ispettore Drf, che lascia Zouichi sfigurato in volto e stermina il villaggio della madre biologica di Funipero, Zouichi decide di prendersi cura e proteggere la bambina, insieme a Fuyu.
I tre attraverseranno nell'arco di secoli l'intero Ripristinatore, abbattendo le cittadelle del Drf, ovunque le incontrino, fino ad arrivare all'altro capo, dove si trova Nyaldee. Nyaldee e la "figlia" si scontrano e, quando il capo del Drf sembra aver vinto, Funipero e Zouichi giocano la loro ultima carta: l'orso Kozlov (in realtà uno scienziato terrestre, innamorato di Reload, la prima immortale) è ancora vivo ed ha accesso con i suoi ricordi al cuore del Ripristinatore. Nyaldee è sconfitta e il mondo viene ricreato una nuova volta, salvando però i protagonisti e gli umani isolatisi appositamente.

## Personaggi

### Industrie Pesanti dell'Estremo Oriente
- Zoichi Kanoe: il protagonista, è un essere umano artificiale di aspetto maschile, creato dalle Industrie dell'Estremo Oriente. Si sposta a bordo di una potente moto, che controlla insieme a Fuyu Kanoe, un'intelligenza artificiale. Possiede un'enorme forza e resistenza, nonché capacità rigenerative. Non essendo organico non è affetto dal virus N5S. La sua moto ospita numerose armi.
- Fuyu Kanoe: l'intelligenza artificiale che accompagna Zoichi. Ha aspetto femminile e capelli lunghi. Oltre a controllare la moto e a fornire informazioni a Zoichi, è anche in grado di connettersi apparentemente a qualsiasi genere di apparecchiatura elettronica, e di assumerne il controllo.
- Gou Hinoto: un altro essere umano artificiale di aspetto maschile, delle Industrie dell'Estremo Oriente, faceva coppia con Taira Hinoto. Gou viene ucciso da un ispettore Ceu: Higuide.
- Taira Hinoto: intelligenza artificiale di aspetto femminile. A differenza di Fuyu ha i capelli corti. Assieme a Gou ha recuperato informazioni riservate dal Ceu. Il modulo di Taira viene recuperato da Kozlov, dopo l'uccisione di Gou.
- Nishu Mizunoe: essere umano artificiale di aspetto femminile, creato dalle Industrie dell'Estremo Oriente. La sua intelligenza artificiale è Shin Mizunoe. Nishu è dotata di una moto simile a quella di Zoichi, ma armata di particolari lame.
- Shin Mizunoe: intelligenza artificiale di aspetto maschile. È il compagno di Nishu.
- Kurokawa Mamura: scienziato delle Industrie Pesanti dell'Estremo Oriente, è il creatore degli esseri umani sintetici. Viene torturato e sfruttato dal Ceu, per la creazione di un corpo artificiale per Narain. La figlia si era occupata dell'educazione e sviluppo degli esseri umani artificiali.

### DRF (Data Recovery Foundation)
- Nyaldee: antagonista principale del manga, nonché capo supremo del Drf. Di giovane aspetto, nonostante abbia alle spalle centinaia di anni, è dotata di poteri paranormali. Il suo braccio sinistro è per metà umano e metà robotico e ciò le permette di comprendere ed estrapolare informazioni da qualunque cosa tocchi. Tale potere si manifesta spesso sotto forma di minuscoli tentacoli bianchi. E inoltre, è anche in grado di esercitare un potente controllo mentale su chi entra in contatto con lei.  Al culmine dello scontro con Narain e la squadra di Zouichi riesce a riplasmare il mondo, sebbene, probabilmente a causa di queste interferenze, non tutto vada secondo i suoi piani.
- Shadan Rikan / Udan Rikan: apparentemente le guardie del corpo di Nyaldee. Hanno l'aspetto di due individui completamente nascosti da un'armatura nera. Sono estremamente potenti e veloci. Saranno sconfitti da Zouichi e Higuide.
- Quattro ufficiali: quattro individui mandati nella prima parte della storia da Nyaldee a sostenere il Ceu nello scontro con le Industrie Pesanti dell'Estremo Oriente. Uno dei quattro sarà eliminato in uno scontro da Zouichi, mentre quello che sembra il leader rimane ucciso in un duello con Higuide. Gli altri due vengono uccisi dal Ceu per aver tentato di intromettersi in questo scontro.
- Gerolzero: adepto di Nyaldee sul Ripristinatore. Cerca di catturare Funipero ma viene ucciso da quest'ultima e Zouichi.

### CEU (Compulsory Execution Unity)
- Narain: generale delle forze Ceu. Nella prima parte della storia ha l'aspetto di una creatura tentacolare e munita di becco. In realtà in passato era umano ed ha assunto tale aspetto a seguito di numerosi interventi, con lo scopo di sfuggire al controllo mentale di Nyaldee. Possiede enormi poteri telecinetici. Verrà sopraffatto da Nyaldee al momento dell'attivazione del Ricreatore.
- Kardal Spindal: agente Ceu di alto livello. Ha l'aspetto di una ragazza e può controllare dei filamenti neri che la rivestono. Dispone di notevoli poteri telecinetici. Partecipa alla cattura di Ion Green e tenta di tenerla lontana da Nyaldee. Dopo la creazione del Ripristinatore, non viene più menzionata da Nihei.
- Higuide: ispettore Ceu. È un altro individuo molto potente, dotato di straordinaria forza fisica e abilità con le armi (in particolare spade e lame attaccate a catene). Uccide Gou Hinoto e alcuni membri di alto livello del Drf. Dopo la creazione del Ripristinatore è protagonista di una breve storia dove salva una principessa dal suo carceriere. Dopo questo episodio, inspiegabilmente svanisce, lasciando la principessa esterrefatta. Nel nono volume di Knights of Sidonia, i protagonisti guardano un film nel quale vengono mostrate nuovamente le vicende di Higuide e della principessa, fino alla misteriosa scomparsa dell'ispettore Ceu.
- Dottor Wildenstein: scienziato al servizio di Narain, sfrutta le conoscenze del dottor Kurokawa per creare un corpo sintetico per il suo padrone. Sarà ucciso da una delle guardie del corpo di Nyaldee.

### Altri personaggi
- Reload: la prima Immortale. Si vede all'inizio e alla fine del manga su un Marte devastato. Viene scoperta sulla Terra 700 anni prima dell'inizio della serie, quando aveva già 300 anni. Gli scienziati che iniziarono a compiere ricerche su di lei scoprirono che possedeva un 24° cromosoma, e con il tempo il suo corpo secerneva piccole quantità di una sostanza sconosciuta simile alla plastica. Questo materiale, unito ad organismi viventi che ospitano il virus N5S, è ciò che serve a Narain e Nyaldee per avviare il Piano di Conversione Generale dell'Umanità.
- Ion Green: la seconda Immortale scoperta. Nella prima parte del manga viene contesa dalle varie fazioni in lotta. Dopo l'attivazione del Ricreatore, vivrà nascosta, fino ad essere trovata dagli uomini di Nyaldee.
- Kozlov Levic Grebnev: un orso parlante che fa da guardia del corpo di Ion Green. Nel corso della storia si scopre che in realtà è il professor Loew Grigorievic Grebnev, fondatore di Microvolt, che ha trapiantato il proprio cervello nel corpo di un orso ed esteso la propria vita.
- Rappresentante di Lev: un essere umano sintetico di prima generazione e dall'aspetto di un uomo anziano. Spiega a Nishu e Kozlov la verità circa la piaga dei Drone. Una volta giunto sul Ripristinatore seguirà per un po' l'orso, per poi stabilirsi in una città.
- Funipero: creata da Nyaldee tramite l'inseminazione artificiale di Yah, è una creatura che ha molto in comune con Nyaldee stessa. Il capo del Drf vuole assorbirla per ottenere un controllo totale sul Ricreatore. Viene trovata e difesa strenuamente da Zouichi.
- Yah: la donna incinta di Funipero. Viene uccisa dal Drf che vuole impadronirsi della figlia del Ricreatore.
- Buz: fratello di Yah. Viene ucciso da un ispettore Drf insieme a tutti gli abitanti del suo villaggio.

## Pubblicazione
Biomega, scritto e illustrato da Tsutomu Nihei, è stato serializzato per la prima volta sulla rivista di manga seinen Young Magazine nel 2004. Kōdansha ha pubblicato un solo volume tankōbon il 5 novembre 2004. Il manga è stato successivamente trasferito su Ultra Jump di Shūeisha ed è stato serializzato dal 19 maggio 2006 al 19 gennaio 2009. Shūeisha ha raccolto i suoi capitoli in sei volumi tankōbon, pubblicati dal 19 gennaio 2007 al 19 marzo 2009. Kōdansha ha iniziato a pubblicare un'edizione deluxe in tre volumi nel 2021. Il primo volume è uscito il 30 aprile, il secondo il 9 giugno e l'ultimo il 9 agosto.
In Italia la serie è stata pubblicata da Panini Comics sotto l'etichetta Planet Manga nella collana Manga 2000 dal 6 dicembre 2007 al 13 settembre 2009. Un’edizione 2 in 1 è stata pubblicata dal 30 aprile 2014 al 26 luglio 2014.

### Volumi
| Nº | Data di prima pubblicazione                           | Data di prima pubblicazione                                     | Data di prima pubblicazione |
| Nº | Giapponese                                            | Giapponese                                                      | Italiano                    |
| -- | ----------------------------------------------------- | --------------------------------------------------------------- | --------------------------- |
| 1  | 5 novembre 2004 (Kōdansha) 19 gennaio 2007 (Shūeisha) | ISBN 4-06-361282-1 (Kōdansha) ISBN 978-4-08-877210-3 (Shūeisha) | 6 dicembre 2007             |
| 2  | 19 gennaio 2007                                       | ISBN 978-4-08-877211-0                                          | 10 gennaio 2008             |
| 3  | 17 agosto 2007                                        | ISBN 978-4-08-877317-9                                          | 21 febbraio 2008            |
| 4  | 19 febbraio 2008                                      | ISBN 978-4-08-877405-3                                          | 5 luglio 2009               |
| 5  | 19 settembre 2008                                     | ISBN 978-4-08-877517-3                                          | 9 agosto 2009               |
| 6  | 19 marzo 2009                                         | ISBN 978-4-08-877622-4                                          | 13 settembre 2009           |

## Accoglienza
In una lista dei "10 grandi manga zombie", Jason Thompson di Anime News Network ha posizionato Biomega al terzo posto, definendolo "il più grande manga di zombie di fantascienza di sempre".